# پایان دوم
پایان دوم فیلمی به کارگردانی  و نویسندگی یعقوب غفاری محصول سال ۱۳۸۹ است.

## خلاصه داستان
داستان آن درباره رويا و عشق، عشق و آرمان، آرمان و زمان، زمان و وصل، وصل و هجر، هجر و پايان و پايان و اميد است.

## بازیگران
| بازیگر        | نقش      |
| آناهیتا نعمتی | رویا     |
| دانیال عبادی  | آرمان    |
| زیبا بروفه    | گیتی     |
| مجید یاسر     | حمیدی    |
| مهدی فقیه     | فیزیکدان |